# Ophiothrix viridialba
Ophiothrix viridialba är en ormstjärneart som beskrevs av von Martens 1867. Ophiothrix viridialba ingår i släktet Ophiothrix och familjen Ophiothrichidae. Inga underarter finns listade i Catalogue of Life.